# ديميتار ديميتروف (سياسي)
ديميتار ديميتروف (بالبلغارية: Димитър Димитров)‏ (بالمقدونية: Димитар Димитров)‏ هو كاتب للأطفال ودبلوماسي وسياسي بلغاري وشمال مقدوني، ولد في 30 مايو 1936 في Slavic speakers of Greek Macedonia ‏. انتخب دبلوماسي.